# Fageruddsåsen
Fageruddsåsen este o arie protejată (arie specială de conservare — SAC, sit de importanță comunitară — SCI) din Suedia întinsă pe o suprafață de 26,6 ha, integral pe uscat.

## Localizare
Centrul sitului Fageruddsåsen este situat la coordonatele 59°34′49″N 17°04′31″E / 59.5802°N 17.0754°E.

## Înființare
Situl Fageruddsåsen a fost declarat sit de importanță comunitară în decembrie 1998 pentru a proteja un număr necunoscut de specii din flora spontană și fauna sălbatică aflate în arealul zonei. Situl a fost protejat și ca arie specială de conservare în martie 2011.

## Biodiversitate
Situată în ecoregiunea boreală, aria protejată conține 2 habitate naturale: Păduri de conifere pe eskere fluvioglaciare sau legate la acestea, Taiga vestică.
La baza desemnării sitului se află un număr nedeclarat de specii protejate.